# Juan Castro Vargas
Juan Carlos Castro Vargas (Huaraz, 22 de julio de 1971) es un biólogo, docente e investigador peruano. Es el actual ministro del Ambiente del Perú, desde el 13 de febrero de 2024, en el gobierno de Dina Boluarte.

## Biografía
Tras realizar estudios en la Universidad Nacional de Trujillo, obtuvo el título de biólogo. Consiguió una maestría en Gestión Ambiental por la Universidad Nacional Santiago Antúnez de Mayolo, y cuenta con un doctorado en Ciencias Ambientales obtenido en la universidad virtual y a distancia American Andragogy University (AAU) de Honolulu, Hawái; la American Andragogy University es una universidad cuestionada por sus métodos y al no estar acreditada ni reconocida en Estados Unidos.
Además, se especializó en gestión de recursos hídricos y evaluación ambiental. 

### Trayectoria
Ha ejercido diversos cargos dentro de la Autoridad Nacional del Agua (ANA), organismo adscrito al Ministerio de Desarrollo Agrario y Riego (2013-2018). Ha sido también Director de Evaluación de Impacto Ambiental en el Ministerio de Vivienda, Construcción y Saneamiento del Perú (2018-2019).
El 11 de octubre de 2023 fue nombrado jefe de la Autoridad Nacional del Agua (ANA), cargo que ejerció hasta su nombramiento como ministro de Estado.
En el ámbito académico es docente de posgrado e investigador en evaluación ambiental y recursos hídricos en diversas universidades de Perú.

### Ministro de Estado
El 13 de febrero de 2024, fue nombrado y juramento por la presidenta Dina Boluarte, como ministro del Ambiente del Perú; en el Consejo de Ministros presidido por Alberto Otárola. Se dio en el contexto de una renovación del gabinete ministerial, a raíz de una serie de cuestionamiento a varios de los ministros.